# Kepler-438 b
Kepler-438 b (precedentemente conosciuto come KOI-3284.01) è un esopianeta di tipo terrestre che orbita nella zona abitabile della stella Kepler-438. Si trova a circa 472 anni luce dalla Terra, nella costellazione della Lira. Il pianeta è stato scoperto nell'ambito della Missione Kepler, e la sua esistenza è stata confermata il 6 gennaio 2015.
Al tempo della sua scoperta era stato considerato il pianeta extrasolare confermato più simile alla Terra, tuttavia l'interesse attorno a questo esopianeta è andato scemando col tempo, soprattutto quando si è scoperto che, come succede a molte nane rosse, la sua stella è soggetta a violenti brillamenti a distanza di pochi mesi, in grado di spazzar via buona parte della sua atmosfera e di non consentire lo sviluppo della vita..

## Caratteristiche
Kepler-438 b ha una raggio 1,12 volte quello terrestre, e ruota attorno alla propria stella madre, una nana rossa più piccola e fredda del Sole (0,54 M☉), in 35,2 giorni, ad una distanza media di 0,16 UA.

### Abitabilità
Il pianeta si trova all'interno della zona abitabile della propria stella, e potrebbe quindi avere acqua liquida in superficie. Fino alla scoperta, nel 2017, di TRAPPIST-1 d, è stato classificato come l'esopianeta con l'Earth Similarity Index più elevato (0,88), valore che lo rende uno dei più simili alla Terra per dimensioni e temperatura superficiale.
È tuttavia noto che l'attività delle stelle di classe M può rendere problematica la comparsa della vita a causa dell'attività stellare, e riguardo Kepler-438 b è infatti stato riscontrato che il pianeta è sottoposto a super-brillamenti della sua stella ogni 100 giorni, con tempeste stellari nettamente più violente rispetto ai brillamenti solari, al punto che sarebbero in grado di sterilizzare la vita su un pianeta abitato come la Terra. I ricercatori dell'Università di Warwick suggeriscono quindi che Kepler-438 b non sia abitabile, a causa della grande quantità di radiazioni che riceve.
Diversi fattori concorrono infatti nella definizione di abitabilità di un pianeta e sulla possibilità che questo abbia acqua liquida in superficie; oltre ad essere posto alla giusta distanza dalla stella madre, ci sono da considerare i vari aspetti geofisici e geodinamici, le radiazioni, e l'ambiente circostante la stella, che possono influenzare l'evoluzione dei pianeti e la vita, se questa ha avuto origine. Il pianeta, più probabilmente, potrebbe assomigliare ad una versione più grande e fresca di Venere.